# 신궁 (신토)
신궁(일본어: 神宮 진구[*])은 일본의 천황이나 그 시조를 모시는 제단을 이르는 용어로 통용되나, 엄밀히 말하자면 일본에서의 '신궁'(神宮)은 미에현 이세시에 있는 이세 신궁(伊勢神宮)의 정식 명칭, 또는 '~神宮'이라는 이름을 가진 신사를 의미하며, 반드시 천황 및 황족을 모시는 것은 아니다. 1945년 이전에는 '진구'란 이름을 쓰기 위해서는 칙허 등이 필요하였으나, 현재는 정교분리의 원칙에 의거하여, 특별한 허가 없이도 격이 높은 신사의 경우, '신궁'이라는 이름을 쓰는 것이 가능하다.

## 개요
일본서기에는 이세 신궁 및 이시카미 신궁만이 '신궁'(神宮)로 기록되어 있다. 이후 헤이안 시대에 들어서 이시카미 신궁을 대신하여 가토리 신궁과 가시마 신궁이 '신궁'으로 기록되며, 에도 시대에 이르기까지 '신궁'이라는 용어를 명칭으로 사용한 신사는 이 세 곳뿐이었다.
메이지 시대 이후, 일본 황실의 선조, 천황 및 야마토 평정(大和平定)에 공적이 있는 일부 신을 모신 신사 중 몇 군데가, 명칭을 '신사'에서 '신궁'으로 변경하였다. 제2차 세계 대전이전까지는 신사의 명칭을 '신궁'으로 바꾸는 데에는 칙허가 필요하였으나, 전후 국가가 더 이상 신사를 관리하지 않게 되어, 현재는 특별한 규정이 존재하지는 않는다. 다만 '신궁'의 이름을 쓰기 위해서는 그만한 특별한 유래를 가지고 있어야 하는 것이 통례이다. 2차대전 이후 '신궁'이 된 곳은 세 곳으로, 이들 모두 신사본청의 특별한 승락을 받아 개칭된 것이다. (홋카이도의 홋카이도 신궁(구 삿포로 신사), 후쿠오카현의 히코산 신궁, 효고현의 이자나기 신궁)

### 일본 바깥의 신궁
신궁은 일본 외의 지역에도 세워졌었는데, 한반도의 경우 일제강점기 경기도 경성부 남산(현 서울특별시 중구)에 '조선 신궁'(朝鮮神宮 조센진구[*])이 세워졌고 타이완에서도 타이완 신궁(台湾神宮)이 세워졌다.

## 신궁의 목록

### 천황의 조상 배향
- 가고시마 신궁(鹿児島神宮)
- 기리시마 신궁(霧島神宮)
- 우도 신궁(鵜戸神宮)
- 이세 신궁
- 이자나기 신궁(伊弉諾神宮)
- 히코산 신궁(英彦山神宮)
- 폐쇄된 신궁
  - 간토 신궁(関東神宮)
  - 조선 신궁(朝鮮神宮)
  - 타이완 신궁(台湾神宮)

### 천황 배향
- 가시하라 신궁(橿原神宮)
- 게히 신궁(氣比神宮)
- 메이지 신궁(明治神宮 메이지진구[*])
- 미나세 신궁(水無瀬神宮)-고토바 천황 배향.
- 미야자키 신궁(宮崎神宮)
- 시라미네 신궁(白峯神宮)
- 오미 신궁(近江神宮)
- 아카마 신궁(赤間神宮)-안토쿠 천황 배향.
- 우사 신궁(宇佐神宮)
- 요시노 신궁(吉野神宮)-고다이고 천황 배향.
- 헤이안 신궁(平安神宮)-간무 천황 배향.
- 홋카이도 신궁(北海道神宮)

### 기타 신 배향
- 가시마 신궁(鹿島神宮)
- 가토리 신궁(香取神宮)
- 구니카카스 신궁(國懸神宮)
- 아쓰다 신궁(熱田神宮) - 천황의 3가지 보물(三種の神器) 중 구사나기 검(草薙剣)을 배향.
- 이소노카미 신궁(石上神宮)
- 히노쿠마 신궁(日前神宮)

## 같이 보기
- 다이샤